# 吃 (電影)
《吃》（英語：Eat）是安迪·華荷執導的1964年美國地下電影。

## 簡介
這是一部黑白無聲電影，全片紀錄印第安納坐在椅上，進食一顆蘑菇。片中一隻貓短暫地出現，印第安納亦逗弄了那隻貓。

### 拍攝
在拍攝的前一晚，印第安納觀賞了電影風流劍客走天涯，並受到當中狂放的進食場景影響，決定空腹一晚並帶備大量蔬菜水果食用。而最後華荷要他緩慢地吃一顆蘑菇。
華荷拍攝了九卷長約三分鐘的片段，而電影沒有以原來的順序排列。電影的重點不是吃的時序和進度，而是觀看其形象本身。
電影於1964年2月2日在藝術家羅伯特·印第安納的工作室拍攝，並在7月16日由喬納斯·梅卡斯在西百老匯街530號的華盛頓廣場美術館放映。

### 相關
印第安納在同年4月15日為世界博覽會於紐約州展館建造了一個EAT的發光標示（但因過多參觀者前來尋找餐館而關閉）。
美國作曲家拉蒙特·揚於1964年為此電影、《吻》、《睡眠》及《理髮之一》創作了磁帶音樂"Bowed Mortar Relays"作為電影配樂。在林肯表演藝術中心舉辦的第三屆紐約影展中，電影在入口大堂處以小型投影配上音樂放映。

## 另見
- 互联网电影数据库（IMDb）上《Eat》的资料（英文）
- AllMovie上《Eat》的资料（英文）